# Орчардсон, Уильям
Уильям Г. Дж. Орчардсон (англ. William G. J. Orchardson; 1881 — 1969) — шотландский хоккеист на траве, нападающий. Бронзовый призёр летних Олимпийских игр 1908 года.

## Биография
Уильям Орчардсон родился в 1881 году.
Играл в хоккей на траве за «Карфу» из Глазго.
В 1908 году вошёл в состав сборной Шотландии по хоккею на траве на летних Олимпийских играх в Лондоне и завоевал бронзовую медаль, которая пошла в зачёт Великобритании. Играл на позиции нападающего, провёл 2 матча, мячей не забивал.
О дальнейшей жизни данных нет.